# هارتستاون (پنسیلوانیا)
هارتستاون (به انگلیسی: Hartstown) یک منطقهٔ مسکونی در ایالات متحده آمریکا است که در پنسیلوانیا واقع شده‌است. هارتستاون ۲٫۱۳ کیلومتر مربع مساحت و ۲۰۱ نفر جمعیت دارد و ۳۱۷٫۰ متر بالاتر از سطح دریا واقع شده‌است.